# José Parodi
Silvio José del Rosario Parodi Rojas (Luque, 1932. augusztus 30. – 2006. augusztus 22.) paraguayi labdarúgócsatár, edző.
A paraguayi válogatott tagjaként részt vett az 1958-as labdarúgó-világbajnokságon.